# Йоганн Фуст
Йоганн Фуст (Johannes Fust; близько 1400 — 30 жовтня 1466) — німецький купець і один з перших друкарів.
Належав до багатої і шанованої родини бюргерів з Майнца. Члени сім'ї займали цивільні та церковні посади.
Брат Йоганна, ювелір Якоб Фуст, займав пост бургомістра в 1462.
Через його зв'язок з Йоганном Гутенбергом, Фусту приписувався винахід друкарства; також він вважався вчителем і партнером Гутенберга. Деякі бачили в ньому покровителя і патрона, який зрозумів цінність винаходу Гутенберга, і постачав його коштами; інші вважають, що він скористався тим, що у Гутенберга не було грошей, і відняв у останнього доходи від винаходу.

## Найважливіші друки
- Psalterium Moguntium (1457)
- Rationale Divinorum Officiorum des Bischofs Durand (1459)
- Constitutiones Clementis V. Papae cum apparatu Johannis Andreae (1460)
- 48-рядкове видання Біблії, B 48, (1462)
- Liber sextus decretalium Domini Bonifacii Papae VIII cum glossa (1465)
- M. T. Ciceronis De Officiis Libri III (1465/66)
- Grammatica rhythmica (1466)